# Хенри Мозли
Хенри Мозли (на английски: Henry Gwyn Jeffreys Moseley) е британски физик, един от основоположниците на рентгеновата спектроскопия. Неговият принос към физиката е свързан с утвърждаването на понятието за атомен номер. Формулираният от него закон на Мозли подрежда химичните елементи от периодичната система в логичен ред въз основа на техните физически свойства.

## Биография
Роден е на 23 ноември 1887 г. в Уеймът, графство Дорсет, Англия, в семейството на Хенри Нотидж Мозли, професор по анатомия и физиология в Оксфордския университет. Учи в именития Итънски колеж. През 1906 г. се записва в Тринити Колидж на Оксфордския университет и го завършва с бакалавърска степен през 1910 г.
Веднага след завършване започва работа като препаратор по физика под ръководството на Ърнест Ръдърфорд в Манчестърския университет. През ноември 1913 г., след като отказва предложената му от Ръдърфорд стипендия, той се завръща в Оксфорд, където има на разположение лаборатория, но без финансова подкрепа.
След началото на Първата световна война Мозли е изпратен на фронта като инженер. Година по-късно, през 1915 г., едва на 27-годишна възраст, е убит по време на Галиполската операция.

## Научни постижения
През 1913 г. Мозли извършва серия експерименти по измерване на рентгеновите спектри на различни химични елементи (най-вече метали), като използва метода на дифракция от кристали. Това е на практика първото прилагане на метода на рентгеновата спектроскопия във физиката, при която дължините на вълните на рентгеновите лъчи се определят чрез закона на Браг. Мозли установява, че съществува систематична математическа зависимост между честотата на спектралните линии на характеристичното рентгеново излъчване и атомния номер на излъчващия химичен елемент. Закономерността е наречена в чест на откривателя си Закон на Мозли. Това фундаментално откритие изиграва огромно значение за установяването на физическия смисъл на периодичната система на Менделеев и атомните номера и за потвърждение на верността на планетарния модел на атома. По думите на американския учен Робърт Миликан откритието на Мозли „винаги ще бъде едно от десетте най-блестящи по замисъл, изящество на изпълнението и информативност в историята на науката“.
През 1913 г. той създава и представя исторически първия радиоизотопен източник на електрическа енергия (атомната батерия Beta Cell), представляваща, посребрена отвътре стъклена сфера, в чийто център на изолиран електрод е разположен радиев източник на йонизираща радиация. Електроните, които се излъчват при бета-разпада, създават потенциална разлика между сребърния слой на сферата и електрода с радиевата сол.
През 1914 г. Мозли публикува статия, в която прави извод, че между елементите алуминий и злато в периодичната таблица трябва да има три (както се оказва по-късно – четири) елемента.
По мнението на мнозина Мозли би могъл да допринесе много за атомната и ядрената физика, ако не бе загинал. Според Айзък Азимов:

От гледна точка на това какво би могъл да постигне още Мозли... неговата смърт е може би най-голямата загуба за човечеството във войната.
—А. Азимов, В оригинал 
In view of what he (Moseley) might still have accomplished ... his death might well have been the most costly single death of the War to mankind generally.
А през 1962 г. Нилс Бор казва:

Виждате ли, първоначално работата на Ръдърфорд (по атомното ядро) не се възприемаше сериозно. Днес не можем да повярваме, но тогава изобщо нямаше тежест, не се споменаваше никъде. Обратът идва от Мозли.
—Нилс Бор, В оригинал 
You see actually the Rutherford work [the nuclear atom] was not taken seriously. We cannot understand today, but it was not taken seriously at all. There was no mention of it any place. The great change came from Moseley.